# 普吉保

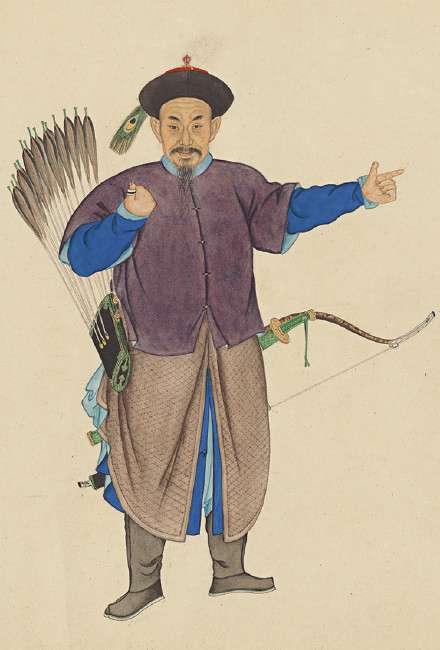
普吉保

普吉保（？—1800），札庫塔氏，滿洲正黃旗人。清朝政治人物、軍事將領。

## 生平
乾隆三十年，以藍翎侍衛跟從征烏什，有功，補三等侍衛。乾隆三十七年，從參贊大臣舒常攻日旁。乾隆三十九年，從副將軍豐昇額攻凱立葉山，進抵迪噶拉穆札山。普吉保偕侍衛瑪爾占等夾攻，賜衝捷巴圖魯名號。乾隆四十年，攻噶爾丹寺等地，累擢福建汀州鎮總兵。林爽文作亂時，總督常青檄普吉保會剿。乾隆五十二年，率水師東渡福建省臺灣道，攻破鹿仔港、八卦山、笨港、大埔林、斗六門等。乾隆五十三年，扼科仔坑口，合圍俘虜林爽文。事件平定后，圖形紫光閣，后授臺灣鎮總兵。次年，乾隆帝念事件已平定，命解任。尋授廣西左江鎮，因任性，對把總黎振乾濫刑，致其投水死，戍邊伊犂而亡。

## 備註
1. ↑  民国·趙爾巽等，《清史稿》（卷328）：“普吉保，札庫塔氏，滿洲正黃旗人。乾隆三十年，以藍翎侍衛從軍征烏什，有功，補三等侍衛。三十七年，從參贊大臣舒常攻日旁，有功。三十九年，從副將軍豐昇額攻凱立葉山，進抵迪噶拉穆札山。賊分三隊， 普吉保 偕侍衛瑪爾占等夾攻，斃賊無算，賜衝捷巴圖魯名號。四十年，攻噶爾丹寺諸地，連破木城、石碉。上獎 普吉保 勇往，累擢福建汀州鎮總兵。林爽文為亂，總督常青檄 普吉保 會剿，五十二年，率水師渡臺灣，迭破賊鹿仔港、八卦山，上嘉其奮勉。爽文見師至，退守斗六門、大里杙。 普吉保 以師進，爽文攻諸羅，赴援，抵笨港，率遊擊海亮等殲賊數百，燬賊莊七，得旨嘉獎，賜玉搬指、荷包、蟒袍。笨港潰賊糾眾截我兵， 普吉保 擊斬甚眾。嗣以駐兵元長莊、月眉莊不進，旨嚴飭。尋攻大埔林，收復斗六門。爽文竄內山， 普吉保 從諸將徒步陟山搜捕。五十三年，以兵扼科仔坑口，合圍，俘爽文。南路莊大田亦就擒。臺灣平， 圖形紫光閣 。 普吉保 初克鹿仔港，以福康安疏薦，授臺灣總兵。明年，上念臺灣初定，慮 普吉保不能勝，命解任。尋授廣西左江鎮，坐責把總黎振乾投水死，戍伊犂。卒。”

| 前任： 柴大紀 | 台灣鎮總兵 1787年上任 | 繼任： 蔡攀龍 |
| 前任： 蔡攀龍 | 台灣鎮總兵 1787年上任 | 繼任： 奎林   |